# Felix Agu
Felix Agu (Osnabrück, Alemania, 27 de septiembre de 1999) es un futbolista alemán. Su posición es la de defensa y su club es el Werder Bremen de la 1. Bundesliga de Alemania.

## Trayectoria

### VfL Osnabrück
Llegó a las categorías inferiores del VfL Osnabrück en 2014 a la categoría sub-17, dos años después sube a la Sub-19, y en el año 2018 asciende al primer equipo. Su debut como profesional se dio el 18 de abril en un partido de liga ante el FC Carl Zeiss Jena arrancando como titular y completando todo el encuentro.

### Werder Bremen
El 6 de febrero de 2020 se hizo oficial su llegada al Werder Bremen en verano de ese mismo año, el resto de la temporada se quedaría a préstamo en el VfL Osnabrück. Su primer partido con el equipo fue el 21 de noviembre ante el Bayern Múnich entrando de cambio al minuto 66' por Leonardo Bittencourt, al final el encuentro terminaría en empate a un gol.

## Selección nacional
Ha sido internacional en la categoría sub-21 de Alemania. En categoría absoluta decidió jugar para Nigeria.

## Estadísticas

### Clubes
Actualizado al último partido jugado el 28 de octubre de 2022.
| VfL Osnabrück · Alemania | 3.ª                 | 2017-18             | 2  | 0 | - | - | - | - | 2  | 0 | 0,00 |
| VfL Osnabrück · Alemania | 3.ª                 | 2018-19             | 15 | 2 | - | - | - | - | 15 | 2 | 0,13 |
| VfL Osnabrück · Alemania | 2.ª                 | 2019-20             | 28 | 0 | 1 | 0 | - | - | 29 | 0 | 0,00 |
| VfL Osnabrück · Alemania | Total               | Total               | 45 | 2 | 1 | 0 | 0 | 0 | 46 | 2 | 0,04 |
| Werder Bremen · Alemania | 1.ª                 | 2020-21             | 15 | 1 | 3 | 1 | - | - | 18 | 2 | 0,11 |
| Werder Bremen · Alemania | 2.ª                 | 2021-22             | 26 | 0 | 1 | 0 | - | - | 27 | 0 | 0,00 |
| Werder Bremen · Alemania | 1.ª                 | 2022-23             | 3  | 0 | - | - | - | - | 3  | 0 | 0,00 |
| Werder Bremen · Alemania | Total               | Total               | 44 | 1 | 4 | 1 | 0 | 0 | 48 | 2 | 0,08 |
| Total en su carrera | Total en su carrera | Total en su carrera | 89 | 3 | 5 | 1 | 0 | 0 | 94 | 4 | 0,06 |
| (1) Incluye datos de Copa de Alemania. (2) Incluye datos de Liga Europa de la UEFA y Liga de Campeones de la UEFA. (3) No incluye goles en partidos amistosos. |                     |                     |    |   |   |   |   |   |    |   |      |

## Palmarés

### Títulos nacionales
| Título  | Club          | País     | Año     |
| ------- | ------------- | -------- | ------- |
| 3. Liga | VfL Osnabrück | Alemania | 2018-19 |